# Pterolophia saintaignani
Pterolophia saintaignani là một loài bọ cánh cứng trong họ Cerambycidae.